# Фе (Во)
Фе (фр. Fey) — громада  в Швейцарії в кантоні Во, округ Гро-де-Во.

## Географія
Громада розташована на відстані близько 70 км на південний захід від Берна, 17 км на північ від Лозанни.
Фе має площу 7,3 км², з яких на 5,7% дозволяється будівництво (житлове та будівництво доріг), 67,8% використовуються в сільськогосподарських цілях, 26,2% зайнято лісами, 0,3% не є продуктивними (річки, льодовики або гори).

## Демографія
2019 року в громаді мешкало 751 особа (+33,6% порівняно з 2010 роком), іноземців було 12%. Густота населення становила 102 осіб/км².
За віковим діапазоном населення розподілялося таким чином: 27% — особи молодші 20 років, 59,4% — особи у віці 20—64 років, 13,6% — особи у віці 65 років та старші. Було 276 помешкань (у середньому 2,7 особи в помешканні).
Із загальної кількості 188 працюючих 29 було зайнятих в первинному секторі, 98 — в обробній промисловості, 61 — в галузі послуг.